# Frederick Cooper
Pour les articles homonymes, voir Cooper.
Frederick Cooper est un historien américain spécialiste de la colonisation et de la décolonisation de l'Afrique, né le 27 octobre 1947 à New York.

## Biographie
Né en 1947, docteur en histoire en 1974, Frederick Cooper est professeur d'histoire à l'université de New York.
Cooper a commencé ses études supérieures en Histoire africaine en 1969 et a d'abord étudié les mouvements sociaux en Afrique de l'Est avant de se tourner vers l'histoire du colonialisme en Afrique subsaharienne. Cherchant à éclairer les raisons de la crise traversée par les États africains sans s'enfermer dans le « débat stérile mettant en cause tantôt l'héritage colonial, tantôt l'incompétence des gouvernements africains », il définit les États coloniaux et postcoloniaux comme des « États gardes-barrières » (gatekeeper states), dans lesquels le pouvoir économique se concentre à l'intersection du territoire et du monde extérieur et dont les sources de revenus reposent sur les taxes sur les marchandises. Pour Cooper, la faiblesse de ces États gardes-barrières s'expliquerait par le comportement des élites dirigeantes, qui usent de tous les moyens pour contrôler la barrière et renforcer leur position,. Il s'interroge sur ce morcellement en nombreux pays, lors de la décolonisation.
Si ses travaux sur l'Afrique, la colonisation et la décolonisation sont nombreux, il a publié également avec Jane Burbank un ouvrage, Empires in World History. Power and the Politics of Difference, sur l'organisation en empire, une forme d'organisation politique dont ils montrent la vitalité et la capacité d'adaptation.

## Principales publications

### Livres
- 1977 : Plantation Slavery on the East Coast of Africa, New Haven: Yale University Press.
- 1980 : From Slaves to Squatters: Plantation Labor and Agriculture in Zanzibar and Coastal Kenya, 1890-1925, New Haven: Yale University Press.
- 1996 : Decolonization and African Society: The Labor Question in French and British Africa, Cambridge: Cambridge University Press ; Traduction française : Décolonisation et travail en Afrique. L'Afrique britannique et française, Paris, Karthala, 2004.
- 1997 : En collaboration avec Ann Laura Stoler : Tensions of Empire. Colonial Cultures in a Bourgeois World, University of California Press ; Traduction française : Repenser le colonialisme, Paris, Payot, 2013  (ISBN 9782228908412).
- 2002 : Africa Since 1940: The Past of the Present, Cambridge: Cambridge University Press ; Traduction française : L'Afrique depuis 1940, Paris, Payot, 2008, et "Petite Bibliothèque" no 883, 2012.  (ISBN 9782228908078)
- 2005 : Colonialism in Question: Theory, Knowledge History, Berkeley: University of California Press ; Traduction française : Le Colonialisme en question. Théorie, connaissance, histoire, Paris, Payot, 2010. (ISBN 9782228905169)
- 2010 : En collaboration avec Jane Burbank: Empires in World History. Power and the Politics of Difference, Princeton University Press, Princeton and Oxford 2010 ; Traduction française : Empires. De la Chine ancienne à nos jours, Paris, Payot, 2011.  (ISBN 9782228906821)
- 2014 : Africa in the World: Capitalism, Empire, Nation-State, Cambridge, MA: Harvard University Press ; Traduction française : L’Afrique dans le monde. Capitalisme, empire, État-nation, Paris, Payot, 2015.  (ISBN 9782228914062)

### Articles
- 1996 : 'Our Strike': Equality, Anticolonial Politics, and the French West African Railway Strike of 1947-48, Journal of African History, 37: 81-118.
- 2000 : Africa's Pasts and Africa's Historians, Canadian Journal of African Studies, 34: 298-336.

Avec R. Brubaker, "Beyond Identity", Theory and Society, 29: 1-47.
- 2001 : What Is the Concept of Globalization Good For? An African Historian's Perspective, African Affairs, 100: 189-213. Traduction française : Le concept de mondialisation sert-il à quelque chose ? Un point de vue d’historien dans Critique internationale (1994) disponible sur Cairn.info
- 2004 : Empire Multiplied, Comparative Studies in Society and History, 46: 247-72.

### Conférences
- Empire, décolonisation, et citoyenneté : La France et l'Afrique de l'époque coloniale à nos jours 18e Rendez-vous de l'Histoire à Blois - Édition 2015, les empires
- Empire, nation et citoyenneté : la France et l’Afrique XXXIIIe Conférences Marc Bloch sur Canal-U (07/06/2011)